# 三浦アキフミ
三浦 アキフミ（みうら あきふみ、1981年11月16日 - ）は、日本の俳優。クローバー所属。本名および旧芸名は三浦 哲郁（読み同じ）。
北海道出身。柏市立田中中学校・西武台千葉高等学校出身。
2001年に公開された映画『ウォーターボーイズ』での太田祐一役で頭角を現し、その後多数のドラマ・映画に出演中である。

## エピソード
中学時代はバレーボール部に所属し、アダ名は「ミウチン」。高校時代はクラスの室長をやっていた。

## 出演

### テレビドラマ
- 太陽は沈まない（2000年、フジテレビ） - 森俊介 役
- 木曜時代劇・風の果て（2007年、NHK） - 宮坂(寺田)一蔵 役
- 土曜ドラマ・刑事の現場（2008年3月、NHK）
- クレーマー Case1, Case2
- コード・ブルー -ドクターヘリ緊急救命- 第3話（2008年、フジテレビ） - 小倉友基 役
- つばさ（2009年、NHK） - 鈴本俊輔 役
- FACE MAKER 第7話（2010年、読売テレビ） - 藤崎 役
- 新選組血風録 第8話（2011年、NHK BSプレミアム） - 中倉主膳 役
- 塚原卜伝（2011年、NHK BSプレミアム） - 山本勘助 役
- 相棒 season11 第8話「棋風」（2012年12月5日、テレビ朝日） - 須藤省吾 役
- 都市伝説の女 Part2 第1話（2013年、テレビ朝日） - 大西健人 役

### 映画
- ニップルズ
- いきすだま〜生霊〜（2001年）
- ウォーターボーイズ（2001年） - 太田祐一 役
- 殺し屋1（2001年） - イチ・中学期 役
- 青い春（2002年） - セブン 役
- JUSTICE（Jam Filmsより）（2002年） - パラパラ漫画少年 役
- さよなら、クロ（2003年）
- 69 sixty nine（2004年） - 成島五郎 役
- ラブキルキル（2004年） - 丸山 役
- くりいむレモン（2004年） - 真也 役
- スクールウォーズ（2004年） - 沢田 役
- 月とチェリー （2004年） - 川田 役
- ゲルマニウムの夜（2005年） - 荒川 役
- BIRD CAN'T FLY AGAIN（2005年） - 青年 役
- 富江 BEGINNING（2005年） - 井上恭平 役
- リンダ リンダ リンダ（2005年） - 石川 役
- 不良少年（ヤンキー）の夢（2005年）
- 夜のピクニック（2006年）
- 夏音―Caonne（2006年） - 主演 賛 役
- 虹の女神 Rainbow Song（2006年） - 延島あきふみ 役
- 長州ファイブ（2006年） - 伊藤博文/伊藤俊輔 役
- スマイル（2007年）
- キャラウェイ（2007年4月7日公開） - 浩太 役
- サクゴエ（2007年） - ファミレス店員・小笠原 役
- テレビばかり見てると馬鹿になる（2007年）
- 感染列島（2009年） - 小森幹夫 役
- ボックス!（2009年） - 野口康男 役

### CM
- NTTドコモ